# Lauren Bowles

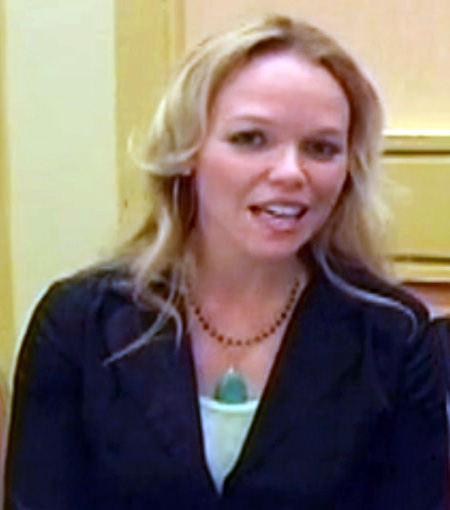
Lauren Bowles (2012)

Lauren Elizabeth Bowles (* 24. März 1970 in Washington, D.C.) ist eine US-amerikanische Schauspielerin, bekannt durch die Rolle der Holly Cleary aus der Serie True Blood.

## Leben
Lauren Bowles wurde in der US-amerikanischen Hauptstadt Washington, D.C. geboren. Sie ist die Halbschwester der bekannten Schauspielerin Julia Louis-Dreyfus. Bowles hat einen Abschluss in Drama von der New York University.
Seit 1991 ist sie als Schauspielerin aktiv. Sie absolvierte Gastauftritte in über 30 Fernsehserien, darunter CSI: Vegas, Navy CIS, Private Practice und Criminal Minds. Eine erste wiederkehrende Rolle spielte sie als eine Kellnerin in der Serie Seinfeld. Größere Bekanntheit erlangte sie durch die Rolle der Holly Cleary in der Serie True Blood, die sie in über 40 Episoden darstellte. Daneben war Bowles auch in Filmen wie Ghost World, Alles erlaubt – Eine Woche ohne Regeln und Die Pute von Panem – The Starving Games zu sehen. Nach True Blood trat sie unter anderem in Detroit 1-8-7, The Closer, Mom, Scandal, The Messengers, Veep – Die Vizepräsidentin, Modern Family, Castle Rock und How to Get Away with Murder auf.
Seit 2004 ist sie mit dem Schauspieler Patrick Fischler verheiratet, den sie auf dem College kennenlernte. Seit 2009 sind sie Eltern einer Tochter namens Fia.

## Filmografie (Auswahl)
- 1991–1998: Seinfeld (Fernsehserie, 9 Episoden)
- 1997: George – Der aus dem Dschungel kam (George of the Jungle)
- 1997: Breast Men (Fernsehfilm)
- 1999: Ally McBeal (Fernsehserie, Episode 2x14)
- 2001: Ghost World
- 2002–2003: Watching Ellie (Fernsehserie, 16 Episoden)
- 2003: Für alle Fälle Amy (Amy, Fernsehserie, Episode 5x04)
- 2003, 2022: Navy CIS (Fernsehserie, 2 Episoden)
- 2004: Spartan
- 2005: CSI: Vegas (Fernsehserie, Episode 5x22)
- 2005: Grey’s Anatomy (Fernsehserie, Episode 1x09)
- 2005: CSI: NY (Fernsehserie, Episode 2x02)
- 2006: Without a Trace – Spurlos verschwunden (Without a Trace, Fernsehserie, Episode 4x24)
- 2006: Veronica Mars (Fernsehserie, Episode 3x19)
- 2007: Nach 7 Tagen – Ausgeflittert (The Heartbreak Kid)
- 2008: Criminal Minds (Fernsehserie, Episode 4x02)
- 2008: Emergency Room – Die Notaufnahme (ER, Fernsehserie, Episode 15x02)
- 2009: Lie to Me (Fernsehserie, Episode 1x09)
- 2009: Danny Flick – Der allerletzte Tanzfilm (Danny Flick)
- 2010: Private Practice (Fernsehserie, Episode 3x17)
- 2010: Cold Case – Kein Opfer ist je vergessen (Cold Case, Fernsehserie, Episode 7x17)
- 2010–2014: True Blood (Fernsehserie, 48 Episoden)
- 2011: Detroit 1-8-7 (Fernsehserie, Episode 1x11)
- 2011: Alles erlaubt – Eine Woche ohne Regeln (Hall Pass)
- 2011: The Closer (Fernsehserie, Episode 7x12)
- 2013: Gone Missing: Spring Break Lost
- 2013: Die Pute von Panem – The Starving Games (The Starving Game)
- 2013: Mom (Fernsehserie, Episode 1x07)
- 2015: Stalker (Fernsehserie, Episode  1x15)
- 2015: The Messengers (Fernsehserie, 10 Episoden)
- 2015: Navy CIS: L.A. (Fernsehserie, Episode 7x07)
- 2016–2017: Veep – Die Vizepräsidentin (Veep, Fernsehserie, 4 Episoden)
- 2017: Modern Family (Fernsehserie, Episode 8x11)
- 2018: Another Period (Fernsehserie, Episode 3x09)
- 2018: Castle Rock (Fernsehserie, 2 Episoden)
- 2020: How to Get Away with Murder (Fernsehserie, 3 Episoden)
- 2021: Station 19 (Fernsehserie, Episode 5x03)
- 2021: Mona Lisa and the Blood Moon
- 2023: Night Shift